# Minerval
Minerval is een oude term voor schoolgeld, met name dat voor Latijnse scholen en later gymnasia. De term is afgeleid van de naam van de Romeinse godin Minerva. Zij beschermde onder andere de ambachtslui, klerken en leraars. Op 19 maart, feestdag van Minerva in het oude Rome, kregen de leraars een geschenk aangeboden of kregen zij hun honorarium uitbetaald. In het Latijn werd dit "minervale munus genoemd".
Een voorbeeld hiervan is het schoolgeld in Brabant rond het einde van de 18e eeuw.
Dit schoolgeld bedroeg destijds in 1797:
- voor de hoogste twee klassen ƒ 15,-
- voor de twee volgende ƒ 12,-
- voor de figuur (laagste klassen) ƒ 9,-

waarbij iedere student nog drie turven moest aanbrengen.